# Applikativ
En applikativ är ett avlett verb som genom ett tillfogad affix får en utvidgad valens. Även konstruktionen med det ingående verbet går under benämningen applikativa.

## Introduktion
I en applikativ konstruktion tillfogas verbet ett affix samtidigt som verbets valens utökas med ett argument. Detta innebär att en tidigare valfri adjunkt i och med detta blir ett obligatoriskt argument. Därmed har verbet fått en till deltagare i satsen att kontrollera. Utan denna nya deltagare blir satsen ogrammatisk.
Termen applikativa kan användas för antingen konstruktionen eller det härledda verbet. Konstruktionen som applikativan härleds ur kallas grundkonstruktion. Verbet i grundkonstruktionen kallas bas. Det härledda objektet i den applikativa konstruktionen kallas applicerat objekt. Om basen är transitiv kallas det icke härledda objektet grundobjekt. Detta innebär att om basen är ett intransitivt verb så kommer applikativan att vara transitiv. Om basen är transitiv så kommer applikativan att vara ett ditransitivt verb.
Tukang besi är ett språk i Indonesien som har applikativor.
| Grundkonstruktion    | Grundkonstruktion    | Grundkonstruktion    | Applikativ konstruktion          | Applikativ konstruktion         | Applikativ konstruktion         |
| -------------------- | -------------------- | -------------------- | -------------------------------- | ------------------------------- | ------------------------------- |
| no-ala               | te kau               | te kau               | no-ala-ako                       | te ina-su                       | te kau                          |
| han/hon-hämta        | den veden            | den veden            | han/hon-hämta-applikativt suffix | den modern-min                  | den veden                       |
| "Hon hämtade veden." | "Hon hämtade veden." | "Hon hämtade veden." | ”Hon hämtade veden åt min mor.”  | ”Hon hämtade veden åt min mor.” | ”Hon hämtade veden åt min mor.” |

I grundkonstruktionen i exemplet ovan är basen transitiv. Prefixet no- ”han/hon” är subjekt och kau är objekt. Efter att det applikativa suffixet –ako tillfogats verbet har nu verbet tre argument. Subjektet och grundobjektet är desamma i den applikativa konstruktionen som i grundkonstruktionen. Nytt obligatoriskt argument är nu det applicerade objektet ina-su ”mor-min”.
En konstruktion med två objekt men utan applicerat affix anses inte vara en applikativ konstruktion. Till exempel är inte "Hon sydde en kjol till honom" – "Hon sydde honom en kjol" en applikativ alternering.

## Svenska
I svenska finns det konstruktioner med verbprefixet be- som kan analyseras som applikativor. Denna konstruktion kom in i det svenska språket genom lågtyska lånord på medeltiden. Bland dessa återfinns verben bestyrka, behärska, besmitta, besegra, beskriva, bestrida, med fler. Prefixet be- har även viss begränsad produktivitet, vilket speglas genom nybildandet av verb från inhemska ord. Exempel på detta är begasa och bebuska.
Följande exempel illustrerar applikativor i svenska.
| Grundkonstruktion       | Applikativ konstruktion |
| ----------------------- | ----------------------- |
| Polisen sköt på tjuven. | Polisen besköt tjuven.  |

I den applikativa konstruktionen ovan har verbet skjuta fått prefixet be. Det oblika frivilliga objektet "på tjuven" i grundkonstruktionen har i den applikativa konstruktionen blivit obligatoriskt applicerat objekt "tjuven".
| Grundkonstruktion | Applikativ konstruktion |
| ----------------- | ----------------------- |
| Lampan lyser bra. | Lampan belyser rummet.  |

I det svenska exemplet ovan är basen intransitiv utan objekt. I den applikativa konstruktionen har den tidigare basen fått prefixet be och valensen har utvidgats med det härledda applicerade objektet "rummet".

## Distribution
Applikativa konstruktioner är vanliga i Afrika, västra Stilla havet och Nord- och Mellanamerika. I Afrika gäller det speciellt i bantuspråk. I västra Stilla havet är det vanligt i austronesiska språk. Applikativor finns i Nordamerika i salishspråk och i Mellanamerika i mayaspråk och uto-aztekiska språk. Även Kaukasus är ett område där språk har applikativor.
Det finns en universell tendens att applikativor finns i språk vars verbmorfologi är rik samtidigt som kasusmarkeringarna är få eller icke-existerande.
I en undersökning visade det sig att 45 procent av de ingående språken hade applikativor. Det applicerade objektet kan motsvaras av flera semantiska roller. Förmånstagare är vanligast (86 procent), följt av plats (36 procent) och instrument (35 procent). I studien hade 43 procent av språken med applikativor enbart förmånstagare som applicerat objekt, 20 procent hade både instrument och förmånstagare, 22 procent hade både plats och förmånstagare, och 14 procent hade bara instrument och plats.